# Hymeniacidon dubia
Hymeniacidon dubia är en svampdjursart som beskrevs av Burton 1932. Hymeniacidon dubia ingår i släktet Hymeniacidon och familjen Halichondriidae. Inga underarter finns listade i Catalogue of Life.